# 南尼·洛伊
南尼·洛伊（Nanni Loy）是一位義大利電影、戲劇和電視導演。

## 生平
1962年，南尼·洛伊拍攝的電影《那不勒斯的四天》獲得兩項奧斯卡獎提名。該片也獲得了1963年第三屆莫斯科影展國際影評人聯盟獎。
1971年，他的電影《未決囚》（Detenuto in attesa di giudizio）入圍第22屆柏林國際電影節。主演阿爾貝托·索爾迪榮獲最佳男演員銀熊獎。

## 外部連結
- Nanni Loy在互联网电影资料库（IMDb）上的資料（英文）